# 南洋群島の警察
南洋諸島の警察（なんようしょとうのけいさつ）は、日本統治時代の南洋諸島を委任統治する南洋庁が設置した警察である。
他の外地と比べて人口が少ない地域であるため、警察組織も小規模であった。民情も良く、内地から赴任した者は「暇で暇でしょうがなかった。現地の子供に唱歌を教えるのが日課だった。釣りだけは上手くなった」などと述べていた。
南洋庁警察では、長らく独自の教育機関を有さなかったため、警察官の任用に際しては、他地域の現職または元警察官を採用し、特別な実務研修を行うことなく、そのまま任務に就かせる状態であった。1939年（昭和14年）になって警察練習所が設置され、ようやく教育・研修体制が整うことになった。
南洋庁警察では、日本の警察の紋章として有名な旭日章ではなく、南洋庁と共通の「椰子葉桜花章」という独自の意匠の紋章を使用していた。
1945年（昭和20年）8月の終戦により、南洋庁は解体され、南洋庁警察は太平洋諸島信託統治領の警察に引き継がれた。

## 沿革
- 1921年（大正11年）　南洋庁を設置。内務部警務課を置く。
- 1924年（大正14年）　部制を廃止。警務課を置く。
- 1936年（昭和11年）　部制を復活。内務部警務課を置く。
- 1939年（昭和14年）　南洋庁警察練習所を置く。
- 1943年（昭和18年）　内政部警務課を置く。

## 警察官署
南洋庁警察では、独立した「警察署」は置かれず、各支庁に警務係（係長は警部）として存在した。
1931年（昭和6年）時点
- サイパン支庁警務係
- ヤップ支庁警務係
- パラオ支庁警務係
- トラック支庁警務係
- ポナペ支庁警務係
- ヤルート支庁警務係